# Laurent Pilon
Laurent Pilon, né à Granby en 1952, est sculpteur québécois. Il travaille et vit à Saint-Donat-de-Montcalm et à Montréal. Il détient un doctorat interdisciplinaire en études et pratiques des arts (option création) de l'Université du Québec à Montréal. Sa thèse Masse obscure, pour une certaine pensée de l’imprégnation résineuse a été publiée en 2012. Depuis une trentaine d'années, ses recherches sculpturales se fondent essentiellement sur la manœuvre de la résine de polyester. Son œuvre témoigne d'un intense rapport entretenu avec la matière.

## Œuvres

### Sculptures

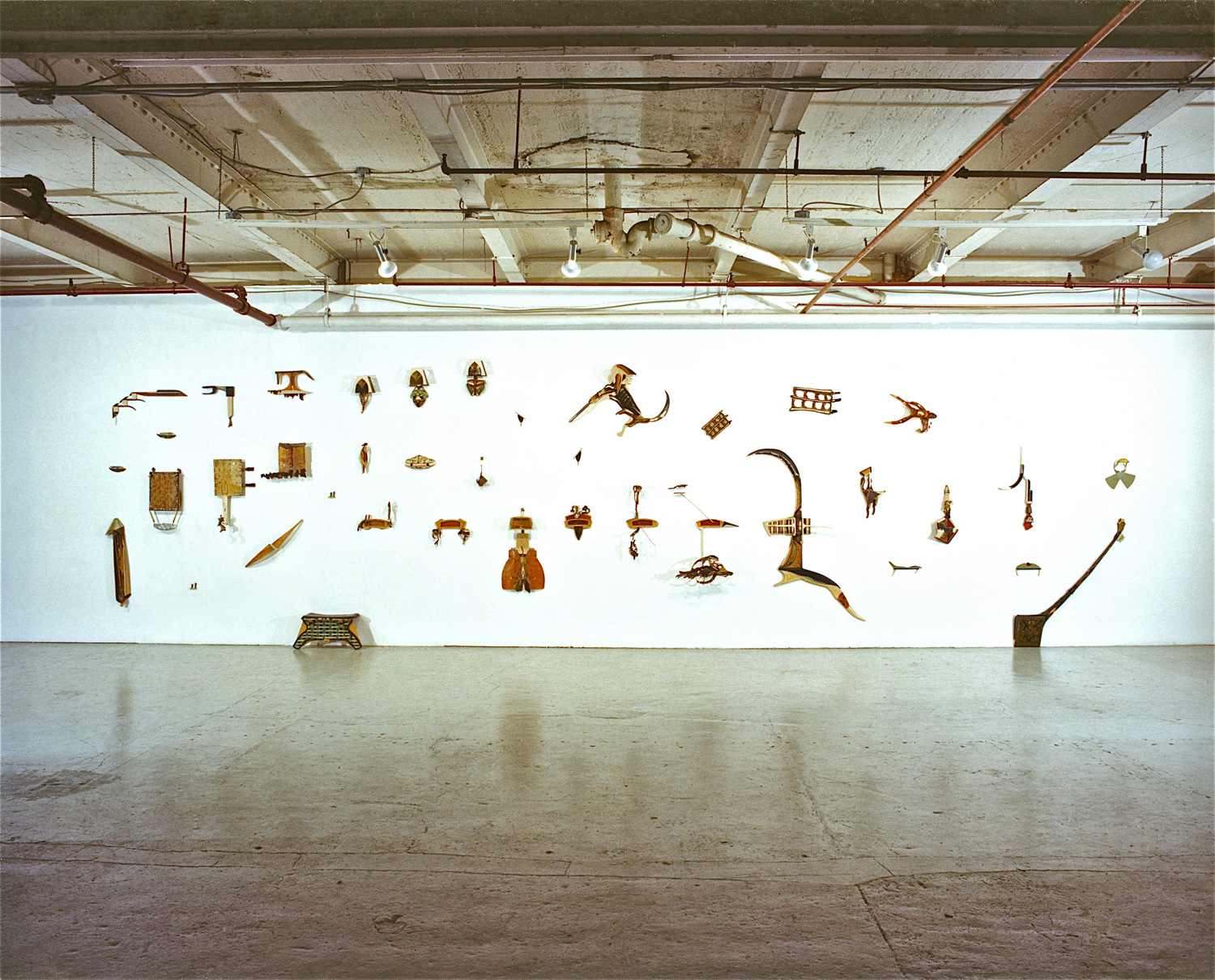
Segment d'origine - 1984
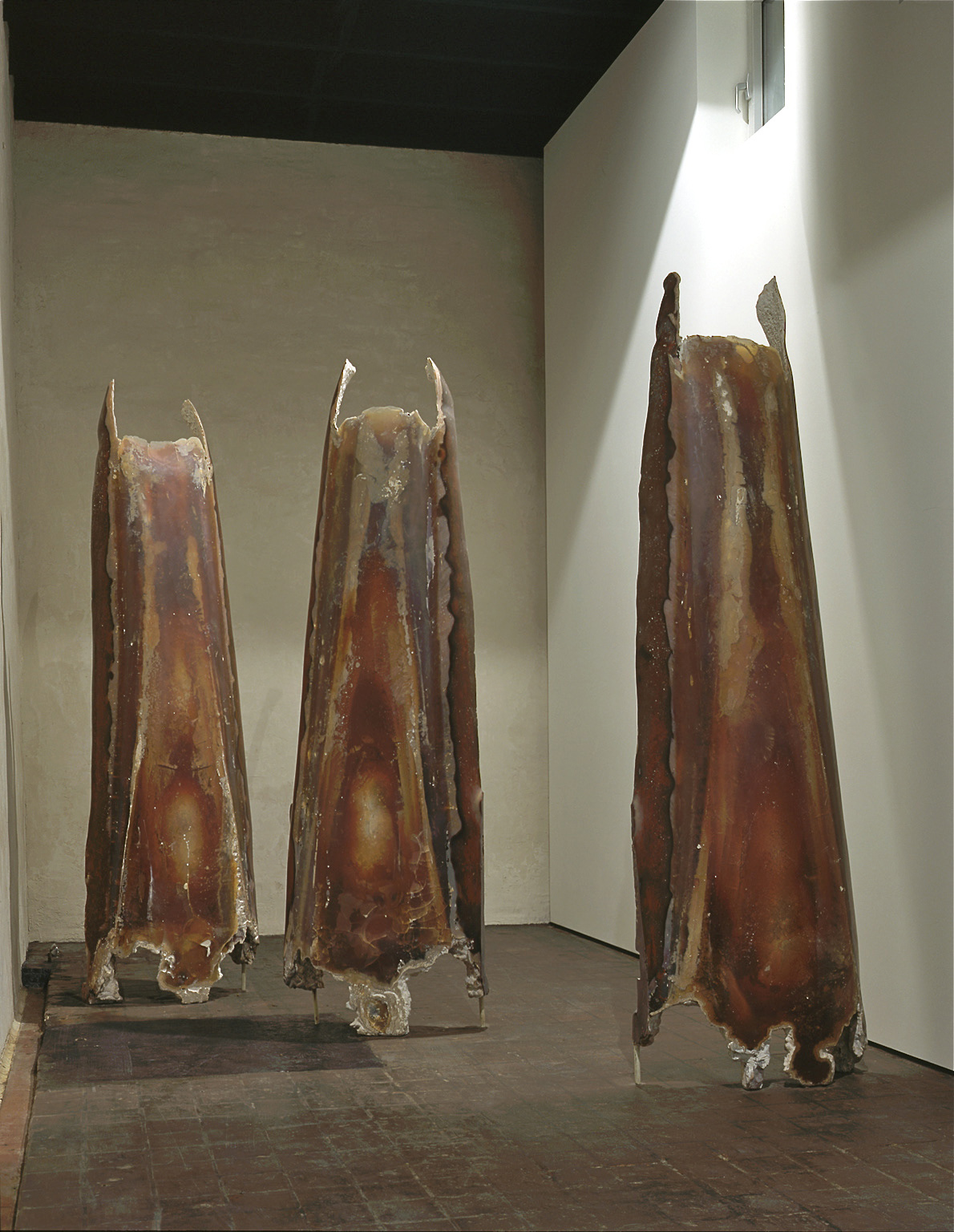
Les danseurs - 1997
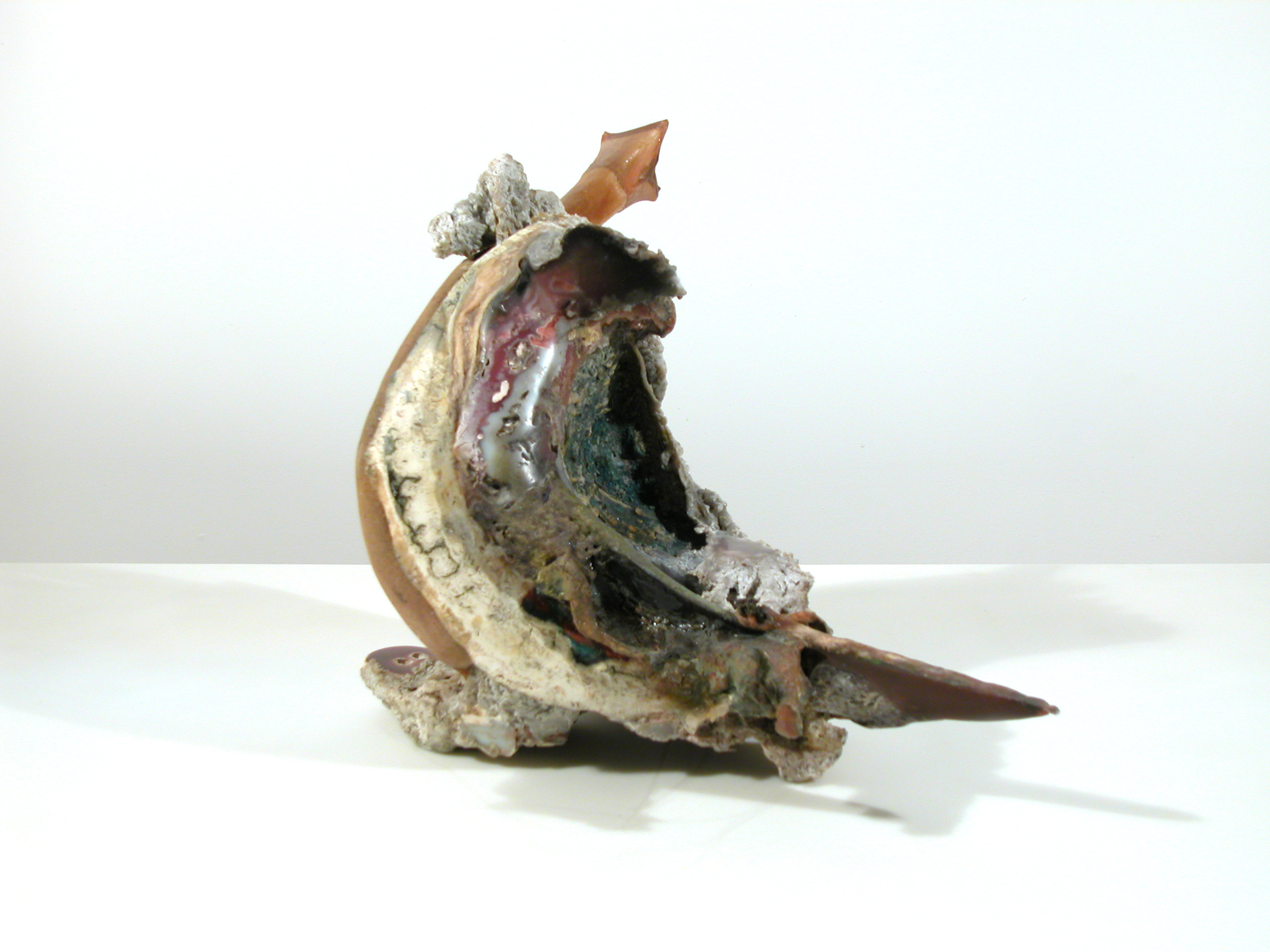
Rostre - 2007

Au début de 1984, son œuvre Parcelle de territoire métamorphique (qui évoluera pour devenir "Segment d'origine") est sélectionnée par la conservatrice Johanne Lamoureux, qui est alors invitée par la galerie Jolliet de Montréal pour son exposition F(r)ictions: en effet(s),.
Suivra l'exposition Creux médiéval , à la galerie GRAFF de Montréal en 1987, une démarche anamorphique qui se terminera avec la réalisation du Poney de Byzance, une œuvre qui a particulièrement attiré l'attention du public. Par la suite suivront les expositions La matière grise,, 51 pouces et moins, Ardoise, Quelques jours passés dans la cité et Un court moment dans la plaine à la galerie Christiane Chassey de Montréal en 1989, 1991, 1993 et 1996. Présenté pour la première fois en 1997 au Musée régional de Sept-Iles, le triptyque Les Danseurs constituera l'œuvre majeure de l'exposition Masse obscure tenue en 1999 à la galerie Jean-Claude Rochefort. En 2004, le Musée d'art contemporain de Montréal présente Le Cri muet de la matière,,.

### Intégrations architecturales

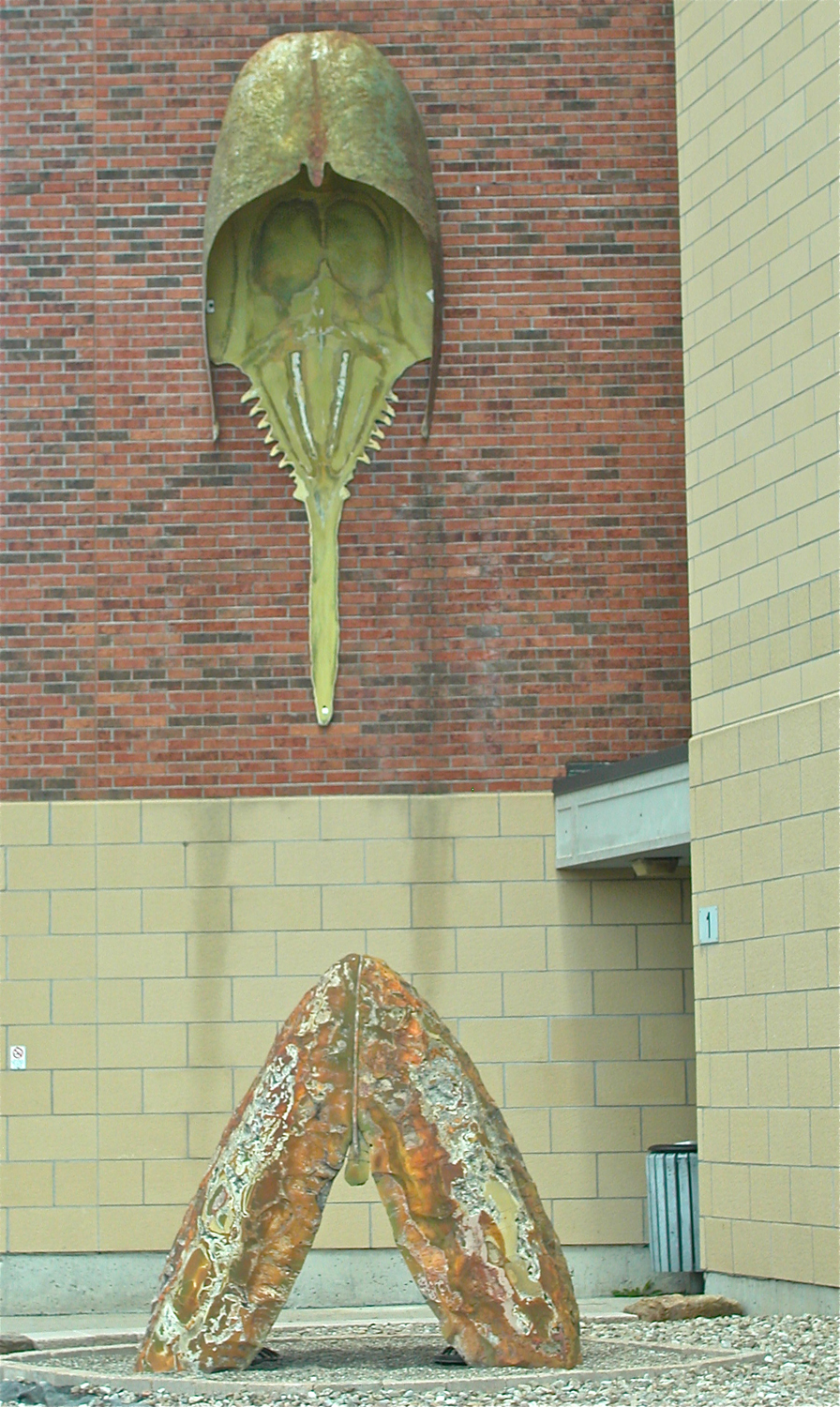
Biface et Limule - 1994

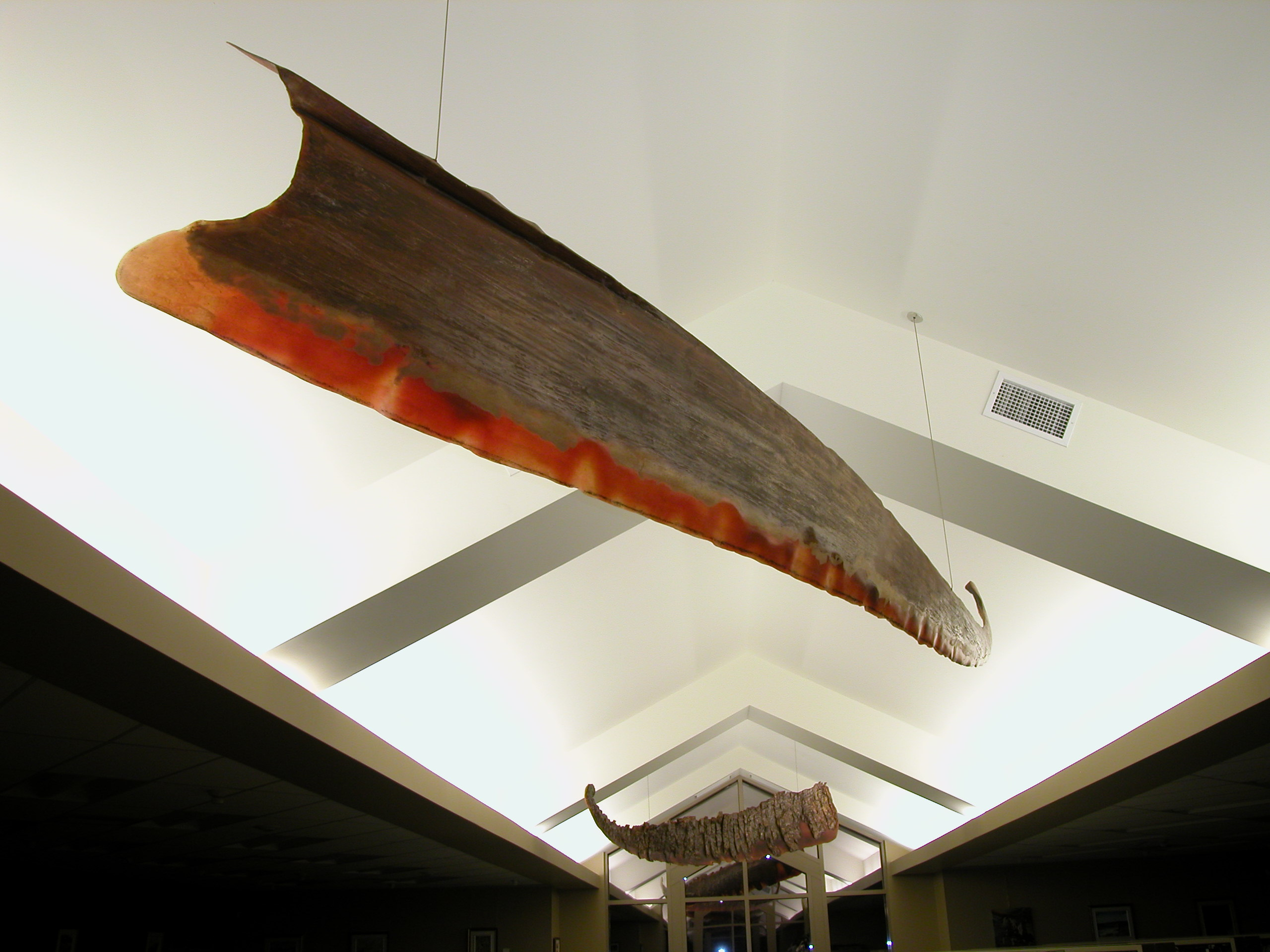
Bordés - 2003

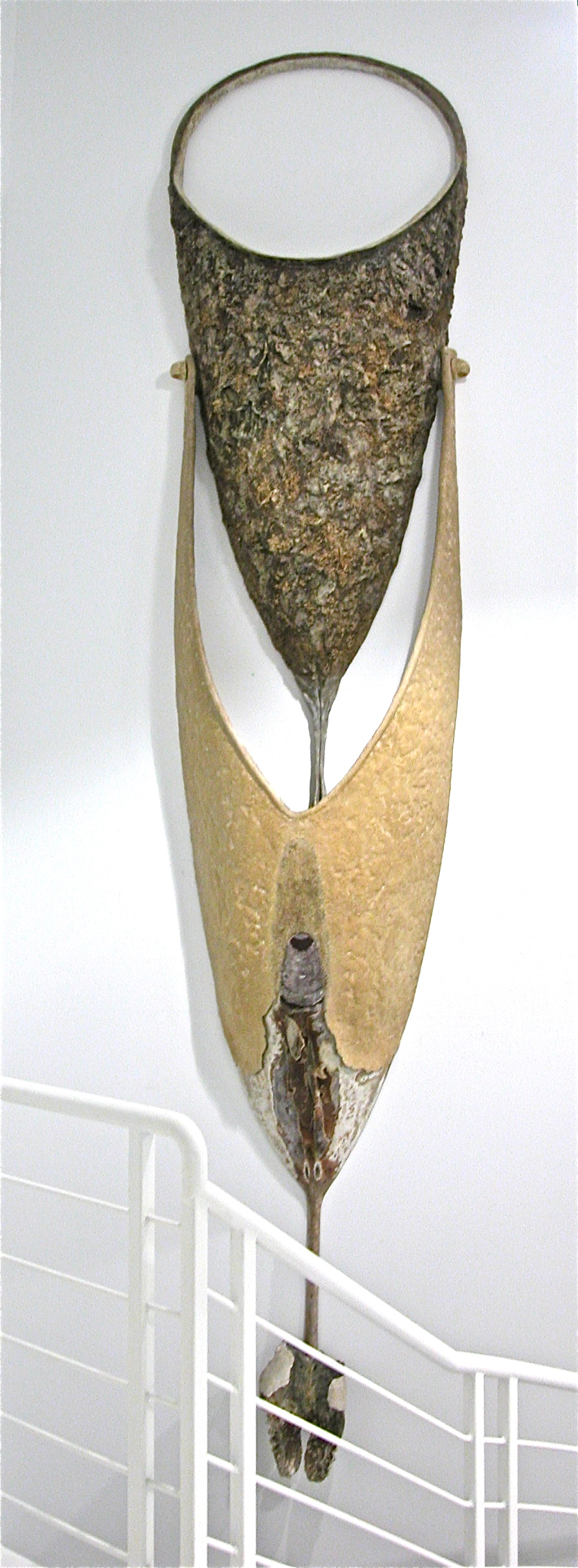
Clepsydre - 2007

Parallèlement à ces expositions, Laurent Pilon est appelé à réaliser différentes œuvres devant s'intégrer à divers projets d'architecture réalisés au Québec. Les principales œuvres réalisées sont Carapaces à l'École primaire Sainte-Geneviève-de-Pierrefonds en 1992, Courbe sans tangente à l'aile Jeanne-Mance de l'Université du Québec à Montréal en 1994, Biface et Limule au CÉGEP de Saint-Jean-sur-Richelieu aussi en 1994, 299 pierres de taille, 24 heures et Agathe œillée à la Clinique de radio-oncologie de l'Hôpital Maisonneuve-Rosemont de Montréal en 1995-96, Le Dérivant et Atrium à l'École de technologie supérieure de Montréal en 1997, Bordés à la Bibliothèque de Saint-Félix-de-Valois en 2003 et Clepsydre aux Laboratoires du Dr Renaud à Laval en 2007.

## Collections
Ses œuvres font partie des collections du Musée national des beaux-arts du Québec, du Musée d'art contemporain de Montréal, de la Banque d'œuvres d'art du Conseil des arts du Canada, de la Banque de prêt d'œuvres du Musée du Québec et de collections privées.

### Essais
- Résine et complexité matérielle, Traité sur la manœuvre de la résine en sculpture, Presses de l’Université du Québec, coll. Esthétique, 2013, 322 pp. 2013  (ISBN 978-2-7605-3599-2)

### Entretiens
- L'art inquiété par le document ? Nicole Jolicoeur, Alain Paiement, Laurent Pilon, Rober Racine, Entretien avec Jean-Pierre Gilbert, ETC Montréal no 9, pp. 42-49
- Résine et synthèse, revue Espace Sculpture #31, printemps 1995, p. 42-43 1995
- Les Artistes en 2000 –II, revue Montréal Etc., # 52, déc. 2000, janvier et février 2001, p. 8-9 2000
- Consistance du plastique, Entretien avec Patrick Poulin, revue ETC #80, automne 2007, p. 31-33 2007
- Masse obscure: de la plasticité de l’événement matériel résineux, revue Inter Art Actuel, #110 Langage plastique, p. 56-59 2012
- Vertiges et Miracles de la matière, Entretien avec Serge Fisette, revue Espace #101, automne 2012, p. 28-30 201 2012

### Catalogues d'exposition
- Machination, Louise Poissant, La Société d'esthétique du Québec, Montréal, 1989, 128 p. 1989
- La matière grise, Mireille Perron, Galerie Christianne Chassay, Montréal, 1989, 15 p. 1989
- Art actuel à Montréal: Rupture et continuité, Jean Dumont, XXIVe Congrès de l'AICA, Ottawa, 1990, p. 27-31 1990
- Fac-Similé, Gaston St-Pierre, catalogue de l'exposition Pratiques, Maison de la culture Côte-des-Neiges, Montréal, 1990, p. 41-43 1990
- La décennie de la métamorphose, Guy Mercier, Le Musée du Québec en images - 5, Musée du Québec, Québec, 1992, 87 p. 1992
- Espaces baroques et figures allégoriques, Chantal Boulanger, Le Centre d'exposition de Baie-Saint-Paul, 1996, 22 p. 1996
- Insularité, Mona Hakim, Musée régional de la Côte-Nord, Sept-Îles, 1996, 46 p. 1996
- Art fractaliste: La complexité du regard, Jean-Claude Chirollet, éd. 00h00, Paris, 2000, 209 p., p. 95-97 2000
- Le cri muet de la matière, Réal Lussier (avec la collaboration de Michaël La Chance), Musée d’art contemporain de Montréal, 2004, 48 pp. 2004